# Ktyr normalis
Ktyr normalis är en tvåvingeart som beskrevs av Pavel Lehr 1981. Ktyr normalis ingår i släktet Ktyr och familjen rovflugor. Inga underarter finns listade i Catalogue of Life.